# Torfwerk Peiting
Das Torfwerk Peiting war ein Torf abbauender Betrieb im bayerischen Peiting.

## Geschichte

### Gründung der Bayerischen Landestorfwerke
Das „Weite Filz“ war bis 1921 ein unberührtes Hochmoor. Bis dahin wurde in Peiting durch Bauern und Bürger im eigenen Filz Torf im Handstichverfahren abgebaut. Nach dem Ersten Weltkrieg herrschte ein erheblicher Brennstoffmangel. Einer der Hauptgründe dafür war der Friedensvertrag von Versailles, denn die reichen Kohlegruben in Lothringen gingen nach Frankreich und das oberschlesische Kohlerevier nach Polen. Durch die Rheinlandbesetzungen standen auch die dortigen Kohlegruben nicht zur Verfügung.
Die deutsche Regierung ordnete an, torfhaltige Gebiete auszubeuten. In Bayern wurde am 25. Februar 1920 das Bayerische Torfwirtschaftsgesetz erlassen und es entstanden vor allem auf staatseigenen Flächen mehrere Torfwerke. Der „Weite Filz“ mit seinen Moorflächen befand sich in Staatseigentum.
Die Bayerischen Landestorfwerke, ein Zusammenschluss der Salinen- und Forstverwaltungen mit der Bayerischen Staatsbank als Gesellschafterin, wurde bereits kurz nach dem Erlass des Bayerischen Torfwirtschaftsgesetzes im Juni 1920 gegründet. So wurden bereits alte Torfwerke durch die Landestorfwerke übernommen und ausgebaut. Es entstanden darüber hinaus auch neue Torfwerke.
So errichteten die Landestorfwerke an der Bahnstrecke Rosenheim–Salzburg bei Rottau in den Kendlmühlfilzen ein neues Torfwerk. Als Arbeitskräfte wurden hauptsächlich Gefangene aus der zur gleichen Zeit eingerichteten Strafanstalt Bernau eingesetzt. Weiter entstanden ein Torfwerk in Schönram bei Petting im Landkreis Traunstein und das Torfwerk Peiting. Etwa zur gleichen Zeit, im Sommer 1920, entstand am Bühlach in Peiting die Schachtanlage des Bergwerks Peiting, denn die Kohlevorkommen wurden benötigt und es rentierte sich nun der schachtmäßige Kohlenabbau.
Die Bayerischen Landestorfwerke errichteten im Jahr 1921 in der Kapellenstraße (heute Nr. 23) ein Wohnhaus mit Büro, das auch als Dienstwohnung für den am hiesigen Forstamt tätigen Revierförster diente. Östlich davon befand sich die 1926 erbaute Streutorffabrik mit Durchfahrt für Bahnwaggons zur Verladung von Streutorfballen. Die Werkstätten sowie der Torfstich befanden sich am „Süßen Flecken“ (heute Moorhof). Als Unterkunft für die Arbeiterfamilien wurde am Süßen Flecken eine Wohnbarackensiedlung gebaut. Zum Abtransport des abgebauten Torfs baute man eine 7 Kilometer lange Feldbahn vom Süßen Flecken bis zur Kapellenstraße in Peiting.

### Bayerntorfwerke
Ein weiteres Unternehmen, die Bayerntorfwerke, erwarben im Jahr 1921 von den Hauser-Bauern das Recht, auf den dortigen Viehweiden liegenden Torfgrundstücke, Torf abzubauen. Auch sie hatten am Bahnhof Peiting-Ost ein Büro sowie eine Streutorffabrik. Der Zu- und Abtransport erfolgte mit Lastwägen. Der Betrieb hatte wohl Probleme und beendete 1930 die Torfarbeit und das Unternehmen ging an die Landestorfwerke über. Der Torfstich war vermutlich im Hirtenwiesfilz bei Hausen und der Abtransport zum Bahnhof Peiting-Ost erfolgte mit Lastwägen. Über den genauen Standort sowie die Abbaumethoden und weitere Details gibt es keine Informationen und nähere Hinweise.
Im Jahr 1990 wurde der Torfabbau aus ökologischen Gründen eingestellt.